# Nadawca społeczny
Nadawca społeczny – status, jaki Krajowa Rada Radiofonii i Telewizji może przyznać instytucji emitującej na terytorium Polski program radiowy lub telewizyjny, spełniającej warunki określone w Ustawie o radiofonii i telewizji. Nadawca społeczny jest zwolniony z opłaty za udzielenie lub zmianę przez KRRiTV koncesji na nadawanie programu.
Status nadawcy społecznego może uzyskać stowarzyszenie lub fundacja w ramach realizacji celów statutowych, a także kościelna lub wyznaniowa osoba prawna kościoła lub związku wyznaniowego.
Nadawca społeczny musi spełniać następujące warunki:
- nadawca upowszechnia działalność wychowawczą i edukacyjną, a także działalność charytatywną
- nadawca respektuje chrześcijański system wartości oraz uniwersalne zasady etyki
- nadawca zmierza do ugruntowania tożsamości narodowej
- brak audycji lub innych przekazów zawierających sceny lub treści mogące mieć negatywny wpływ na prawidłowy fizyczny, psychiczny lub moralny rozwój małoletnich
- brak przekazów handlowych
- brak opłat z tytułu rozpowszechniania, rozprowadzania lub odbierania jego programu.

## Lista podmiotów o statusienadawcy społecznego
W 1993 r. status nadawcy społecznego, jako pierwszy podmiot prawny w Polsce uzyskało należące do Warszawskiej Prowincji Redemptorystów Radio Maryja, na wniosek Ryszarda Bendera. Jako drugi podmiot koncesję w takim zakresie otrzymało w 1994 r. Radio Fara, którego właścicielem jest archidiecezja przemyska.
Na dzień 30 września 2021 r. w Polsce działało 9 podmiotów o statusie nadawcy społecznego:
- Radio Maryja
- Radio Fara
- Radio Jasna Góra
- Radio Orthodoxia
- Radio Rodzina Diecezji Kaliskiej
- Radio Katolickie Zbrosza Duża
- Ain Karim Radio Skomielna Czarna
- Katolicka Telewizja Serbinów
- EWTN Polska